# Erik Jansson
Erik Halvar Jansson (ur. 14 maja 1907 w Sundborn, zm. 24 lipca 1993 w Uppsali) – szwedzki kolarz szosowy, brązowy medalista olimpijski.

## Kariera
Największy sukces w karierze Erik Jansson osiągnął w 1928 roku, kiedy wspólnie z Göstą Carlssonem i Georgiem Johnssonnem zajął trzecie miejsce w drużynowej jeździe na czas podczas igrzysk olimpijskich w Amsterdamie. Na tych samych igrzyskach Jansson został sklasyfikowany na czternastej pozycji w rywalizacji indywidualnej. Ponadto trzykrotnie zdobywał medale szosowych mistrzostw Szwecji w indywidualnej jeździe na czas (1928, 1929 i 1931). W 1928 roku wystartował na mistrzostwach krajów nordyckich w Oslo, gdzie razem z kolegami z reprezentacji zdobył złoto w drużynie. W 1936 roku zwyciężył w wyścigu Mälaren Runt. Nigdy jednak nie zdobył medalu na szosowych mistrzostwach świata.